# Олександрівська волость (Олександрійський повіт)
Олександрівська волость — адміністративно-територіальна одиниця Олександрійського повіту Херсонської губернії.
Станом на 1886 рік складалася з 15 поселень, 15 сільських громад. Населення — 3600 осіб (2419 чоловічої статі та 2181 — жіночої), 789 дворових господарств.
|                     | Площа, десятин | У тому числі орної, десятин |
| ------------------- | -------------- | --------------------------- |
| Сільських громад    | 4551           | 4200                        |
| Приватної власності | 15221          | 5171                        |
| Казенної власності  | —              | —                           |
| Іншої власності     | 153            | 145                         |
| Загалом             | 19925          | 9526                        |

Найбільші поселення волості:
- Олександрівка (Куракіна, Текелеве) — містечко при ставках за 12½ верст від повітового міста, 530 осіб, 94 двори, православна церква, винокуренний завод, винний склад, 2 лавки. За 12 верст — залізнична станція.
- Березівка (Бжецьке) — містечко при ставках, 547 осіб, 92 двори, православна церква, винокурний завод, винний склад.
- Войнівка (Каневальська) — село при річці Інгулець, 586 осіб, 96 дворів, православна церква.
- Мало-Березівка (Лікарева) — село при річці Березівка, 293 особи, 45 дворів, винокурний завод, винний склад.